# 가평 별묘
가평 별묘(加平 別廟)는 대한민국 경기도 가평군 설악면에 있는, 남도진(1674 현종 15∼1735 영조11)의 영정을 모신 사당이다. 1986년 6월 19일 가평군의 향토문화재 제10호로 지정되었다.

## 개요
별묘는 남도진(1674 현종 15∼1735 영조11)의 영정을 모신 사당으로 설악면 방일리 음방(陰坊)에 있다. 이 사당에 모셔진 영정은 가로 120cm, 세로 200cm 크기의 두루마리 표구로 제작되었는데 1728년(영조5년) 6월에 조선 숙종조 시절에 이름이 알렸던 화가 함세휘가 그린 것으로 인물에 대한 선의 감각이 원형대로 잘 보존되어 있다.
이 영정은 그 후 후손들에 의하여 보관되어 오다가 그의 6대손이자 구한말 학자이며 정치가, 외교관으로 이름이 높던 예조판서 남정철(1840-1916년)이 1888년 2월 7일 이곳에 사당을 지어 모시며 매년 칠월칠일 제향을 드려 오다가 1985년 봄에 그 후손들에 의하여 다시 전통가옥으로 부연을 달아 중건한 것이다.
이 영정은 남도진이 쓴 명문과 그의 친구 박창언이 그 아름다움을 예서로 찬미한 글이 있고 조봉주가 찬미한 글과 함세휘가 무신유월하원(戊申六月下院)에 그렸다는 표시가 있다.

## 참고 문헌
- 별묘 - 가평군 문화관광 - 향토유적